# Großheubach
Großheubach – gmina targowa w Niemczech, w kraju związkowym Bawaria, w rejencji Dolna Frankonia, w regionie Bayerischer Untermain, w powiecie Miltenberg. Leży w paśmie górskim Spessart, około 5 km na północny zachód od Miltenberga, nad Menem.

## Zabytki
- kościół parafialny pw. św. Piotra (St. Peter) z 1247
- ratusz, wybudowany w latach 1611–1612
- klasztor Engelberg

## Atrakcje
Gmina leży na trasie szlaku wędrownego Frankońskie Wino Czerwone.